# Agnieszka Wisła

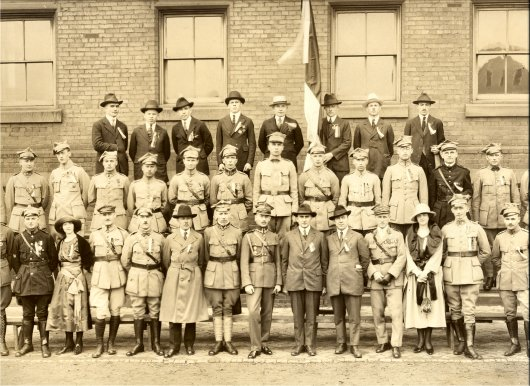
Uczestnicy Zjazdu SWAP w Cleveland, 1921 rok

Agnieszka Wisła (ur. 10 stycznia 1887 w Szlachcinie, zm. 18 grudnia 1980 w Chicago) – działaczka polonijna, współzałożycielka Stowarzyszenia Weteranów Armii Polskiej w Ameryce i główna założycielka Korpusu Pomocniczego Pań.

## Życiorys
Wychowywała się wraz z rodzeństwem w rolniczej rodzinie w Szlachcinie pod zaborem pruskim. Jej rodzice Mateusz Wizła i Franciszka z domu Michalak pracowali prawdopodobnie w miejscowym folwarku zlokalizowanym przy dworze rodziny Sablewskich. W 1906 roku Agnieszka wyemigrowała na statku Bremen do Stanów Zjednoczonych, gdzie już wcześniej dotarła jej siostra, Katarzyna. Wśród Polonii występowała pod nazwiskiem Wisła, a wśród anglojęzycznych współmieszkańców jako Wisla.

### I wojna światowa
W 1914 roku wstąpiła do Związku Sokolstwa Polskiego w Ameryce. Przeszła tam kurs sanitariuszki, by móc wspierać wojska na froncie I wojny światowej. Jako sokolica, zaangażowała się w akcję rekrutacyjną do Armii Polskiej tworzonej we Francji (tzw. Błękitna Armia). Między innymi napisała instrukcję dla kobiet-rekruterek, była też obecna na otwarciu obozu dla 22 tys. rekrutów w Niagara-on-the-Lake. Przywiozła tam wykonany przez siebie sztandar, uroczyście przekazany 14 października 1917 Armii Polskiej we Francji w imieniu Polek z Ameryki.
Poza tym wykonywała w swojej pracowni odznaki i sztandary, organizowała w Chicago zbiórki na rzecz Armii Polskiej, mobilizowała też kobiety do wykonywania ciepłej odzieży i dostarczania ich ochotnikom do Kanady. 
Ponieważ nie była obywatelką Stanów Zjednoczonych, Czerwony Krzyż odrzucił jej zgłoszenie się w szeregi organizacji. Z inicjatywy Heleny Paderewskiej, powstał w tym czasie Polski Biały Krzyż. Agnieszka Wisła była jedną z 42 przeszkolonych w tej organizacji pielęgniarek. Grupę skierowano do Francji. Wisła pracowała w paryskich szpitalach Le Perray, „Blake” i „Aux No. 117”, a także w szpitalu amerykańskim, gdzie przebywało wielu rannych, polskich żołnierzy. 
Następnie zaangażowała się w niesienie wsparcia polskim żołnierzom, przebywającym na rekonwalescencji na południu Francji. Między innymi utworzyła w Nicei Gospodę Żołnierską, organizowała także wycieczki po Lazurowym Wybrzeżu.

### Wojna polsko-bolszewicka
W maju 1919, razem z Ignacym Janem Paderewskim i jego żoną, wyjechała pociągiem dyplomatycznym do Polski. Dostała nowe zadanie – wsparcia polskich żołnierzy w trwającej wojnie polsko-bolszewickiej. Opiekowała się rannymi zdrowiejącymi na wsiach oraz walczącymi na froncie wschodnim: m.in. przewoziła dostarczane do Warszawy dary od Polonii amerykańskiej. 
W 1920 roku oddelegowano ją na Pomorze: jako przedstawicielka Polskiego Białego Krzyża, rozwijała tam działalność oświatowo-kulturalną wśród żołnierzy (zakładanie świetlic w dawnych koszarach niemieckich itp.). W tym czasie rozpoczęła też rekrutację potencjalnych obrońców Warszawy, po czym sama przyjechała do stolicy i w okresie 12–18 sierpnia opatrywała rannych. Następnie wróciła na Pomorze, a w 1921 roku wróciła na okręcie President Grant do Nowego Jorku. 
W tym okresie angażowała się również w wielką akcję repatriacji do Polski polskich dzieci z Syberii ewakuowanych w czasie wojny polsko-bolszewickiej do Stanów Zjednoczonych.

### Działalność w organizacjach
W 1921 roku na zjeździe w Cleveland powstało Stowarzyszenie Weteranów Armii Polskiej w Ameryce. Jako pierwsza kobieta (i długo jedyna) Agnieszka Wisła włączyła się w działania filii tej organizacji w Chicago (5 SWAP). 
W 1922 roku samodzielnie zorganizowała Komitet Pomocy Weteranom, który skupiał kobiety niosące wsparcie weteranom i ich rodzinom. W 1925 roku SWAP powołał Korpus Pomocniczy Stowarzyszenia Weteranów Armii Polskiej w Ameryce. Początkowo w organizacji działali zarówno mężczyźni, jak i kobiety, ale po jakimś czasie zaangażowane były już tylko kobiety. Nazwę Korpus Pomocniczy Pań przyjęto jednak dopiero w 1992 roku. Agnieszka Wisła była prezeską tej organizacji do 1931 roku, a następnie prezeską honorową.
Członkinie organizowały m.in. od 1928 roku schroniska dla bezdomnych weteranów. Korpus ustanowił też Dzień Bławatka (nazwa nawiązywała do Błękitnej Armii), będący doroczną zbiórką na rzecz Funduszu Inwalidzkiego im. Ignacego Jana Paderewskiego. Charakterystyczne stroje korpusianek szyto w pracowni Agnieszki Wisły, która była także projektantką tego umundurowania.

### II wojna światowa
W czasie II wojny światowej Korpus Pomocniczy m.in. sprzedawał obligacje wojenne, z których zysk zasilał Fundusz Inwalidzki. Agnieszka Wisła ze swojej strony kierowała odezwy w sprawie organizowania kursów dla sanitariuszek i nawiązywała porozumienia między oddziałami SWAP a polskimi szpitalami i organizacjami niosącymi pomoc (Stowarzyszenie Lekarzy Polskich i in.). Wisła zbudowała również grupy wsparcia dla polskich żołnierzy na froncie poprzez zorganizowanie korespondencji między nimi a polskimi dziewczętami.

### Lata 1945–1980
W powojennych latach Agnieszka Wisła spisywała swoje wspomnienia oraz nadal wspierała weteranów i akcje na rzecz Funduszu Inwalidzkiego. Współpracowała też nad wydaną przez SWAP w 1957 roku książką pt. Czyn zbrojny wychodźstwa polskiego w Ameryce: zbiór dokumentów i materiałów historycznych.
Za swoje działania została odznaczona przez polski rząd Srebrnym Krzyżem Zasługi RP i Krzyżem Żołnierzy Polskich z Ameryki, a także Orderem Odrodzenia Polski „Polonia Restituta”. Była także wyróżniona Mieczami Hallerowskimi przez Stowarzyszenie Weteranów Armii Polskiej w Ameryce, Krzyżem Zasługi Armii Polskiej w Ameryce, Krzyżem Legii Honorowej Sokolstwa Polskiego oraz Gwiazdą Górnośląską. W 1968, burmistrz Chicago uroczyście umieścił jej nazwisko w Senior Citizens Hall of Fame. 
Została pochowana na cmentarzu św. Wojciecha (St. Adalbert), w dzielnicy Niles, w Chicago.
W październiku 2019 roku pamiątki związane z Agnieszką Wisłą zostały przekazane przez Związek Sokolstwa Polskiego w Ameryce do zasobu Instytutu Pamięci Narodowej.